# محنة أباد، منطقة زعفروبود
مهناتوبود ((بالطاجيكية: Меҳнатобод) </link>) هي بلدة وجماوات في شمال غرب طاجيكستان. تقع في منطقة زعفروبود بمنطقة صغد. يبلغ عدد سكان البلدة 12400 نسمة (2020).